# 음력 10월 9일
음력 10월 9일은 음력 10월의 9번째 날이다.

## 사건
- 1987년 - 대한항공 858편 폭파 사건으로 탑승객 115명 전원 사망.

## 문화
- 1995년 - 대한민국 투니버스, 바둑TV, KCTS(現CTS기독교TV), A&C코오롱(現 K-STAR) 등 4개의 케이블 TV 채널이 개국되었다.

## 탄생
- 1957년 - 대한민국의 가수 나미.
- 1980년 - 대한민국의 희극인 김준현.
- 1993년 - 대한민국의 가수 기현 (몬스타엑스).
- 1994년 - 대한민국의 배우 나해령.
- 1997년 - 대한민국의 가수 김채원 (에이프릴).

## 사망
- 2001년 - 대한민국의 코미디언 양종철.

## 같이 보기
- 음력 360일: 1월 2월 3월 4월 5월 6월 7월 8월 9월 10월 11월 12월
- 전날:10월 8일 다음날:10월 10일 - 전달:9월 9일 다음달:11월 9일
- 양력:10월 9일
- 음력, 윤달